# Kangxi-ordboken

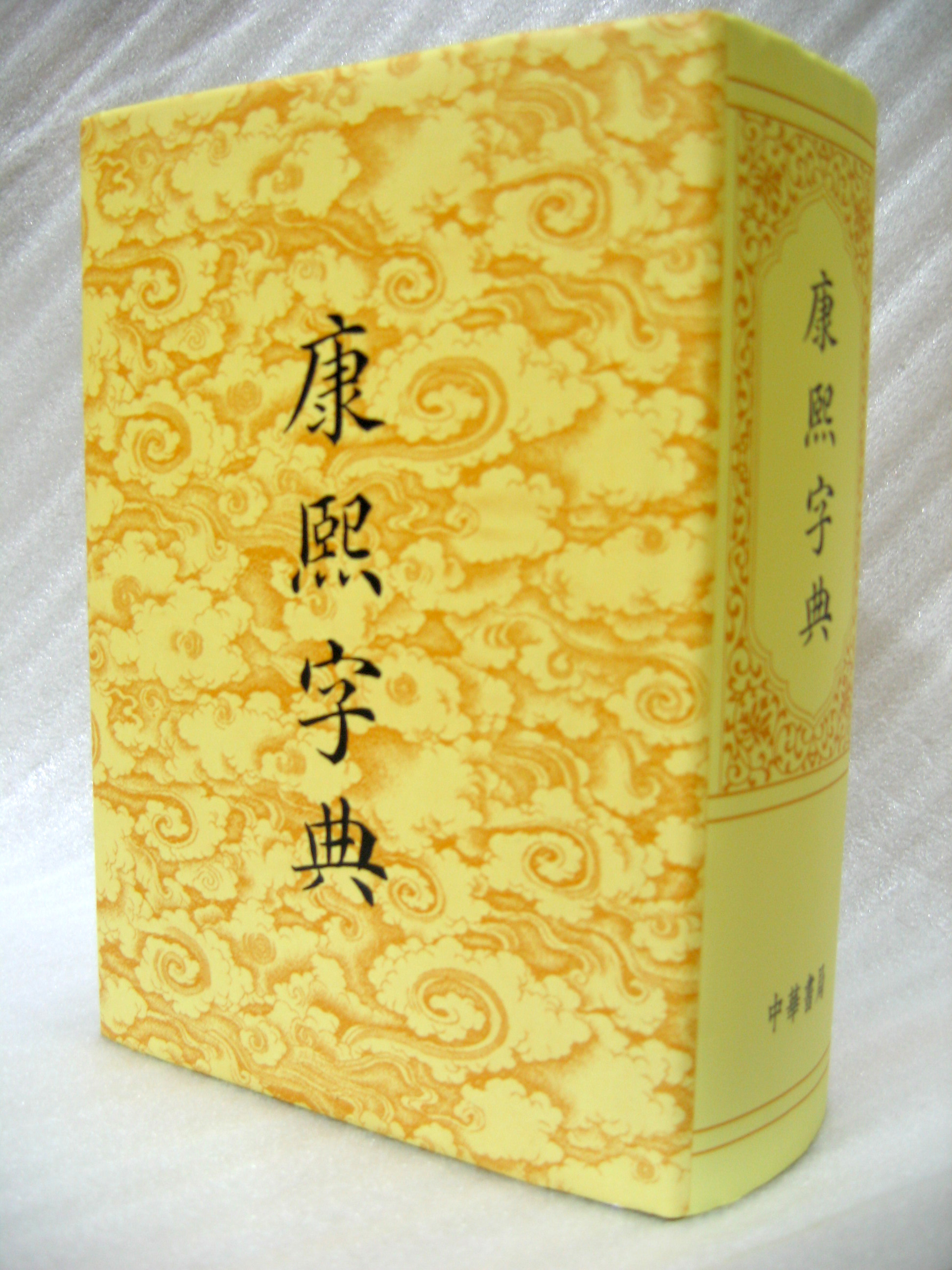
Kangxi-ordboken i nytryck från 2005.

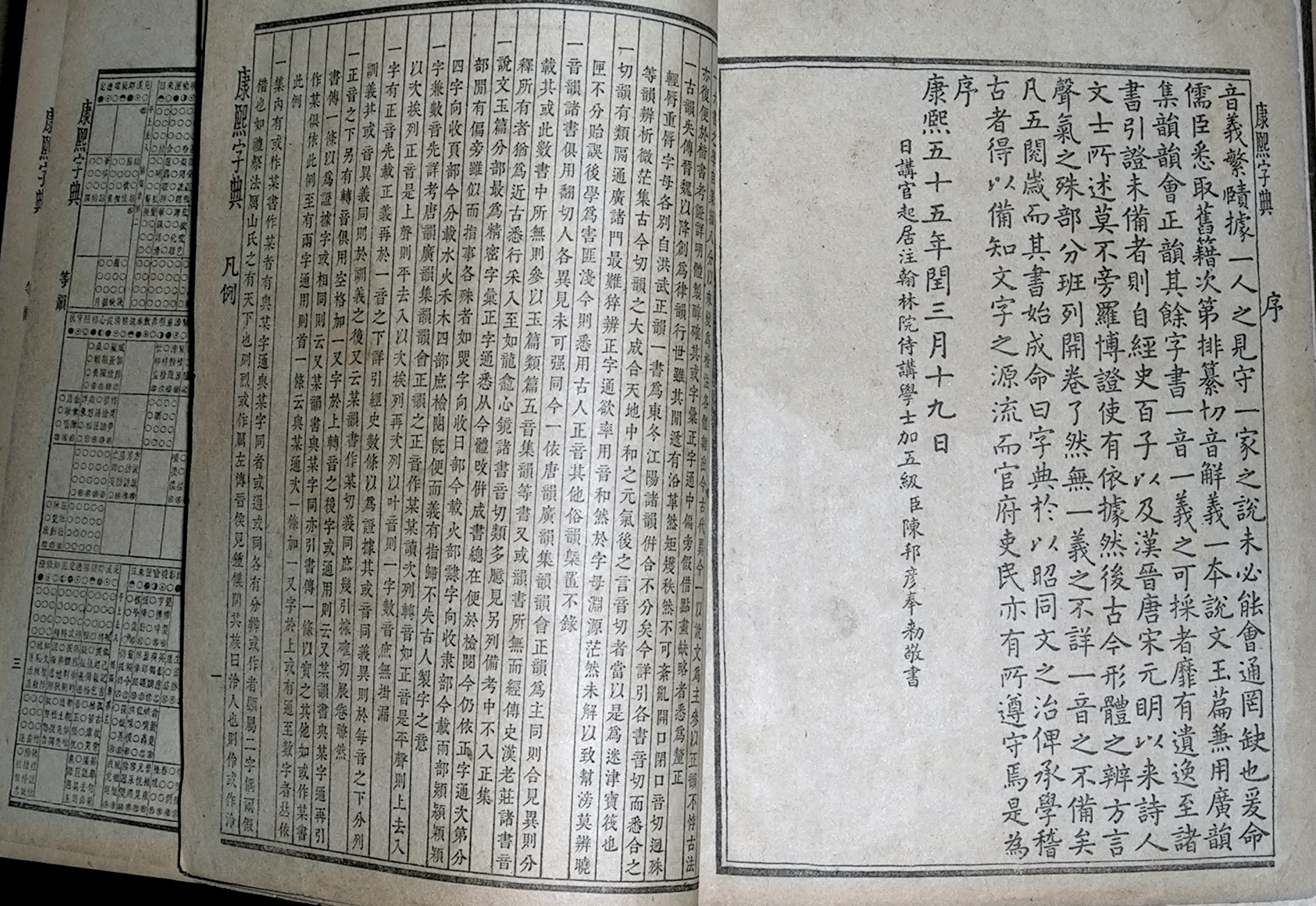
Ett uppslag ur Kangxi-ordboken.

Kangxi-ordboken (kinesiska: 康熙字典?, pinyin: Kāngxī zìdiǎn) är en berömd och banbrytande kinesisk ordbok som beställdes av Kangxi-kejsaren, den fjärde kejsaren av Qingdynastin, år 1710. Ordboken färdigställdes sex år senare. Ordboken var ett standardverk under 1700- och 1800-talen och innehåller över 47000 kinesiska tecken, inklusive varianter och sällsynta tecken.
Det verkligt banbrytande med Kangxi-ordboken var att den definitivt fastställde antalet radikaler till 214 samt att radikalerna sorterades efter antalet streck som krävdes för att rita dem. Detta system används än i dag för att kategorisera traditionella kinesiska tecken, japanska kanji och koreanska hanja. Tidigare kinesiska ordböcker kunde antalet radikaler variera; i ordboken Shuowen Jiezi ända upp till 540 radikaler, och radikalerna kunde exempelvis ordnas enligt filosofiska principer. Kangxi-ordboken var dock inte först med att sortera tecknen efter 214 radikaler utan detta gjordes redan i ''Zihui'' (''字彙''; ”teckensamling”) från 1615. Men tack vare Kangxi-ordbokens stora popularitet blev dessa radikaler kända under namnet Kangxi-radikalerna.
På grund av ordbokens inflytande inom hela den kultursfär som använde kinesiska tecken, alltså även Japan, Korea och Vietnam, blev den också normgivande för teckens utseende. När typer till tryck skars eller göts skedde det med Kangxi-tecken som förebild så att teckenbilderna ytterligare standardiserades.
Kangxi-ordboken finns bland annat tillgänglig i form av nytryck samt en digitaliserad upplaga på internet.